# Amoebophilus sicyosporus
Amoebophilus sicyosporus är en svampart som beskrevs av Drechsler 1961. Amoebophilus sicyosporus ingår i släktet Amoebophilus och familjen Cochlonemataceae.   Inga underarter finns listade i Catalogue of Life.